# 弗朗索瓦·德·诺瓦耶
弗朗索瓦·阿热诺·亚历山大·埃利，第九代诺瓦耶公爵（法語：François-Agénor-Alexandre-Hélie, 9th duc de Noailles，1905年11月20日—2009年1月11日），第八代诺瓦耶公爵阿德里安·德·诺瓦耶的侄子。在他的伯父1953年去世后继承诺瓦耶公爵。
| 前任： 阿德里安·德·诺阿耶 | 诺阿耶公爵 1953年—2009年 | 繼任： 埃利·德·诺瓦耶 |